# Kurt Lindeman
Kurt Evald Rolf Lindeman (ur. 1 stycznia 1932 w Helsinkach) – fiński szermierz i pięcioboista. Reprezentant kraju podczas Letnich Igrzysk Olimpijskich 1952 w Helsinkach i Letnich Igrzysk Olimpijskich 1960 w Rzymie. W Helsinkach wystąpił w turnieju indywidualnym florecistów, w którym odpadł w drugiej rundzie. W Rzymie wystąpił zarówno w turnieju drużynowym szpadzistów, w którym Finlandia zdobyła 9. miejsce, jak i w pięcioboju nowoczesnym, w którym indywidualnie zajął 9. miejsce, natomiast drużynowo 4. miejsce.